# Ailton Machado de Souza Rosa
Ailton Machado de Souza Rosa (* 17. April 1994 in Rio de Janeiro), auch Ailton Machado genannt, ist ein brasilianischer Fußballspieler.

## Karriere
Ailton Machado erlernte das Fußballspielen in der Jugendmannschaft vom FC São Paulo im brasilianischen São Paulo. Von 2013 bis Juli 2015 stand er bei den brasilianischen Vereinen Quissamã FC, EC Passo Fundo, Clube Náutico Marcílio Dias, Duque de Caxias FC und dem FC Santos unter Vertrag. Im August 2015 ging er zusammen mit seinem Zwillingsbruder nach Spanien, wo er sich dem CP Cacereño anschloss. Der Verein aus Cáceres spielte in der dritten Liga des Landes, der Segunda División B. Hier absolvierte ein Spiel. Nachdem sein Vertrag Ende 2015 ausgelaufen war, war er bis Ende April 2016 vertrags- und vereinslos. Von Mai 2016 bis Juni 2016 spielte er bei dem brasilianischen Verein Desportivo Brasil in Porto Feliz. Im Juli 2016 zog es ihn nach Guatemala. Hier schloss er sich für ein Jahr dem CSD Comunicaciones aus Guatemala-Stadt an. Im Juli 2017 kehrte er wieder in seine Heimat zurück. Hier spielte er für die U20 von CR Vasco da Gama und dem Nova Iguaçu FC. PASA Irodotos, ein Verein aus der griechischen Stadt Nea Alikarnassos nahm ihn Ende August 2018 für fünf Monate unter Vertrag. al-Mojzel, ein Verein aus Saudi-Arabien verpflichtete ihn von Ende Januar 2019 bis Ende August 2019. Im Anschluss spielte er im Oman für den Oman Club. Mitte Januar 2020 ging er nach Thailand. Hier unterschrieb er einen Vertrag beim Drittligisten Muangkan United FC. Mit dem Verein aus Kanchanaburi spielte er in der dritten Liga, der Thai League 3. Ende Dezember 2020 lieh ihn der Bangkoker Zweitligist Kasetsart FC aus. Für Kasetsart absolvierte er sechs Zweitligaspiele. Nach der Ausleihe kehrte er zu Muangkan zurück. Am 1. Juli 2021 wurde sein Vertrag in Kanchanaburi aufgelöst. Von Juli bis November 2021 war er vertrags- und vereinslos. Am 17. November 2021 nahm ihn der Sheikh Russel KC aus Bangladesch unter Vertrag. Mit dem Verein aus Dhaka spielte er achtmal in der ersten Liga, der Bangladesh Premier League. Bei Sheikh Russel stand er bis Mitte April 2022 unter Vertrag. Von Mitte April 2022 bis Anfang Januar 2023 war er vertrags- und vereinslos. Am 11. Januar 2023 verpflichtete ihn der thailändische Drittligist Samut Sakhon City FC. Mit dem Verein aus Samut Sakhon spielt er achtmal in der Bangkok Metropolitan Region der Liga. Im Sommer 2023 wurde sein Vertrag nicht verlängert. Der Kasetsart FC, ein Bangkoker Zweitligist, nahm ihn im Januar 2024 unter Vertrag. Am Ende der Saison 2023/24 belegte er mit Kasetsart den 16. Tabellenplatz und musste somit in die dritte Liga absteigen.

## Sonstiges
Ailton Machado ist der Zwillingsbruder von Allan Machado.